# Đỗ Thị Hải Yến
Đỗ Thị Hải Yến est une actrice vietnamienne, née le 1er octobre 1982 à Bắc Ninh.

## Filmographie
- 2000 : À la verticale de l'été (Mua he chieu thang dung)
- 2002 : La Danse de la cigogne (Vu khuc con co) : Hoai
- 2002 : Un Américain bien tranquille (The Quiet American), de Phillip Noyce : Phuong
- 2006 : L'Histoire de Pao (en) (Chuyen cua Pao) : Pao
- 2009 : Vertiges (Choi voi)
- 2010 : Au fil de l'eau (Canh dong bat tan) : Suong
- 2015 : Cha và con và : Van